# Filmklischee
Filmklischees sind Klischees bzw. Stereotype in Filmen; zum Beispiel Motive, Ausstattungsdetails, Wendungen der Handlung, Dialoge und/oder ähnliche Einzelheiten, die in verschiedenen Produktionen wiederholt in gleicher oder ähnlicher Form benutzt werden. Zur Erzielung eines dramaturgischen Effekts in minderwertigen Drehbüchern wird immer wieder zu einem gleichen oder ähnlichen (tatsächlich oder vermeintlich) „bewährten“ Stilmittel gegriffen; eine Strategie, die viele erfahrene Zuschauer durchschauen, wodurch die beabsichtigte Wirkung verfehlt wird. Ein Klischee wirkt auf sie oft abgedroschen und langweilig.
Das Aufgreifen eines Klischees kann als besonderer Reiz empfunden werden, wenn es sich um eine gezielte Anspielung, ein „Filmzitat“ und/oder eine Parodie handelt, die nur durch Kenntnis des Originals richtig verstanden werden kann. Auch ein Running Gag kann ein Klischee interessant machen. Genrefilme kommen ohne Klischees nicht aus.
Andere Gründe für die Entstehung von Filmklischees sind unrealistische Darstellungen aus dramaturgischen Gründen oder aus der Notwendigkeit heraus, beispielsweise technische Abläufe anschaulich darzustellen. Ein Film wird dann manchmal bis zur Absurdität unrealistisch, was der Regisseur manchmal bewusst in Kauf nimmt, was aber auch Folge unzureichender Recherche sein kann.
Schließlich können, besonders bei Serienproduktionen, auch ein knappes Budget und/oder ein enger Zeitplan dazu zwingen, auf aufwändige Gestaltungen oder Spezialeffekte zu verzichten. Als Folge wird mit immer wieder den gleichen, einfachen Mitteln gearbeitet und es entstehen beispielsweise in Science-Fiction-Serien die typischen „fremden Welten“ mit karger, wüstenähnlicher Oberfläche, die von weitgehend humanoiden Aliens bevölkert sind.
Insbesondere in Genrefilmen werden Klischees häufig eingesetzt; sie befriedigen das Bedürfnis nicht weniger Zuschauer nach einem berechenbaren bzw. nicht-überraschenden Film.
Der Übergang vom raffenden Erzählmittel (in einer Szene eines noch unbenannten Ortes ist im Fenster der Eiffelturm zu sehen) zum Stilmittel (Dehnung der Erzählzeit, Gefahrensituation wird immer wieder aus verschiedenen Perspektiven bei nur minimalem Handlungsfortschritt dargestellt) ist fließend.

## Beispiele
- James Bond wurde so sehr zum Inbegriff des Geheimagenten, dass seine Besonderheiten Gemeinplätze des Genres geworden sind.
- Mexican Standoff – das „mexikanische Patt“, bei dem sich drei oder mehr Gegner mit Schusswaffen gegenseitig in Schach halten.
- Scream Queen – Frauenfigur in Horror- und Actionfilmen, deren Schreie den emotionalen Gehalt des Geschehens erhöhen.
- Verrückter Wissenschaftler, entweder zerstreut (falls wohlmeinend) oder manische Schurken sind. Oft auch ein Duo von Rivalen.